# مگس

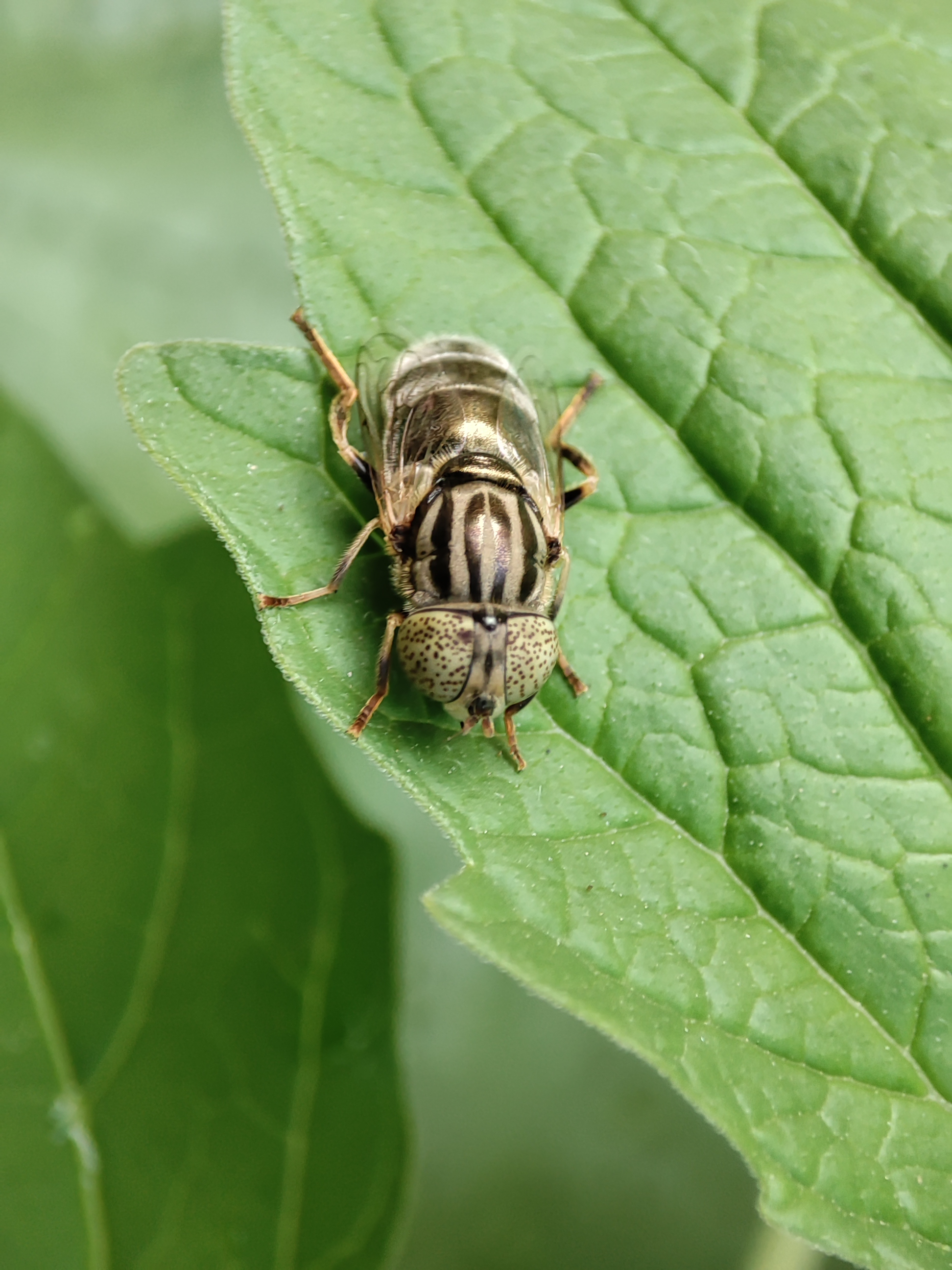
مگس تالاب، بهبهان

مگس‌ها یا دوبالان (نام علمی: Diptera) از بزرگ‌ترین گروه‌های حشرات است که در حال بیش از ۷۵۰۰۰۰ نوع از آن‌ها وجود دارد.
مگس‌ها دارای دو جفت بال جلویی مشخص هستند. دو جفت بال عقبی آن‌ها تبدیل به بالچه چاقو شکل به نام بال توازنگر (هالتر یا بالانسیـِر) شده است.
این حشره پس از آنکه از تخم بیرون آمد، نخست به صورت لارو است و سپس در عرض یک هفته پر درآورده و به شکل یک مگس در می‌آید. چشم مگس مرکب از هزاران چشم کوچک دیگر است و با این چشم‌ها وی می‌تواند در آنِ واحد به هر طرف نگاه کند. تعداد چشم‌های ریز او در حدود ۴۰۰۰ چشم است و کلیه آن‌ها به شکل مربع می‌باشد.
زبان مگس مانند زبان پروانه لوله‌ای است و بدنش استخوان و ریه ندارد. عمل تنفس به وسیله مساماتی که در قسمت‌های مختلف بدن او وجود دارد انجام می‌گیرد.
پاهای مگس مخصوص خود این حشره است؛ زیرا این پاها دارای سوپاپ‌هایی است که به وسیله آن مگس قادر است روی شیشه یا سقف اتاق به آسانی راه برود و پایین نیفتد. بدن مگس پوشیده از موهای نازکی است که گاهی آن‌ها را به وسیله پاهای خود تمیز می‌کند.
مگس‌های بالغ، به‌طور معمول حدود ۲ هفته و نیم عمر دارند اما در دماهای پایین‌تر، حتی تا ۳ ماه نیز می‌توانند زنده بمانند؛ همچنین، نوزاد مگس‌ها تنها ۲۴ ساعت پس از تخم‌گذاری، از تخم بیرون آمده و متولد می‌شود.

## رژیم غذایی
مگس‌ها به دلیل داشتن رژیم غذایی متفاوت، در مکانهای مختلفی دیده می‌شوند و منبع غذایی مهمی برای بسیاری از حیوانات نظیر قورباغه‌ها، وزغ‌ها، مارمولک‌ها و پرندگان محسوب می‌شوند. مگس‌ها به‌طور گسترده در میان انسان‌ها زندگی می‌کنند و می‌توانند عامل پراکندگی بیماری‌ها بشوند.
مگس‌ها از شیرابه‌های مواد غذایی استفاده می‌کنند. آن‌ها با استفاده از خرطوم خود شیرابه‌ها را به داخل دهان می‌رسانند. مگس‌ها گاهی بزاق خود را بر روی مواد جامد می‌ریزند و آن‌ها را حل کرده و به صورت شیرآبه مصرف می‌کند که در این حالت، مقداری از میکروب‌های دهان خود را وارد محیط‌های غذایی می‌کند.

## منافع برای محیط زیست
مگس‌ها از عوامل گرده افشانی گیاهان در طبیعت بوده و یکی از مهم‌ترین مهره‌های بعضی زنجیره‌های چرخهٔ غذایی می‌باشند؛ برخی از این حشرات پوسیده خوار هستند و باعث تسریع تجزیه لاشهٔ جانوران، مدفوع حیوانات و اجزای گیاهی گوناگون شده و در پاکسازی محیط زیست انسان را یاری می‌کنند.
برخی گوشتخوار بوده و به عنوان دشمن دیگر حشرات در اکوسیستم نقش ایفا می‌کنند. در حدود ۵۰۰۰ گونه از مگس‌ها از دیگر حشرات به عنوان طعمه استفاده می‌کنند به نحوی که گاهی از آن‌ها به عنوان عامل کنترل بیولوژیکی یاد می‌گردد. برخی نیز گیاهخوار بوده و به عنوان آفت گیاهان شناخته می‌شوند.

## نگارخانه

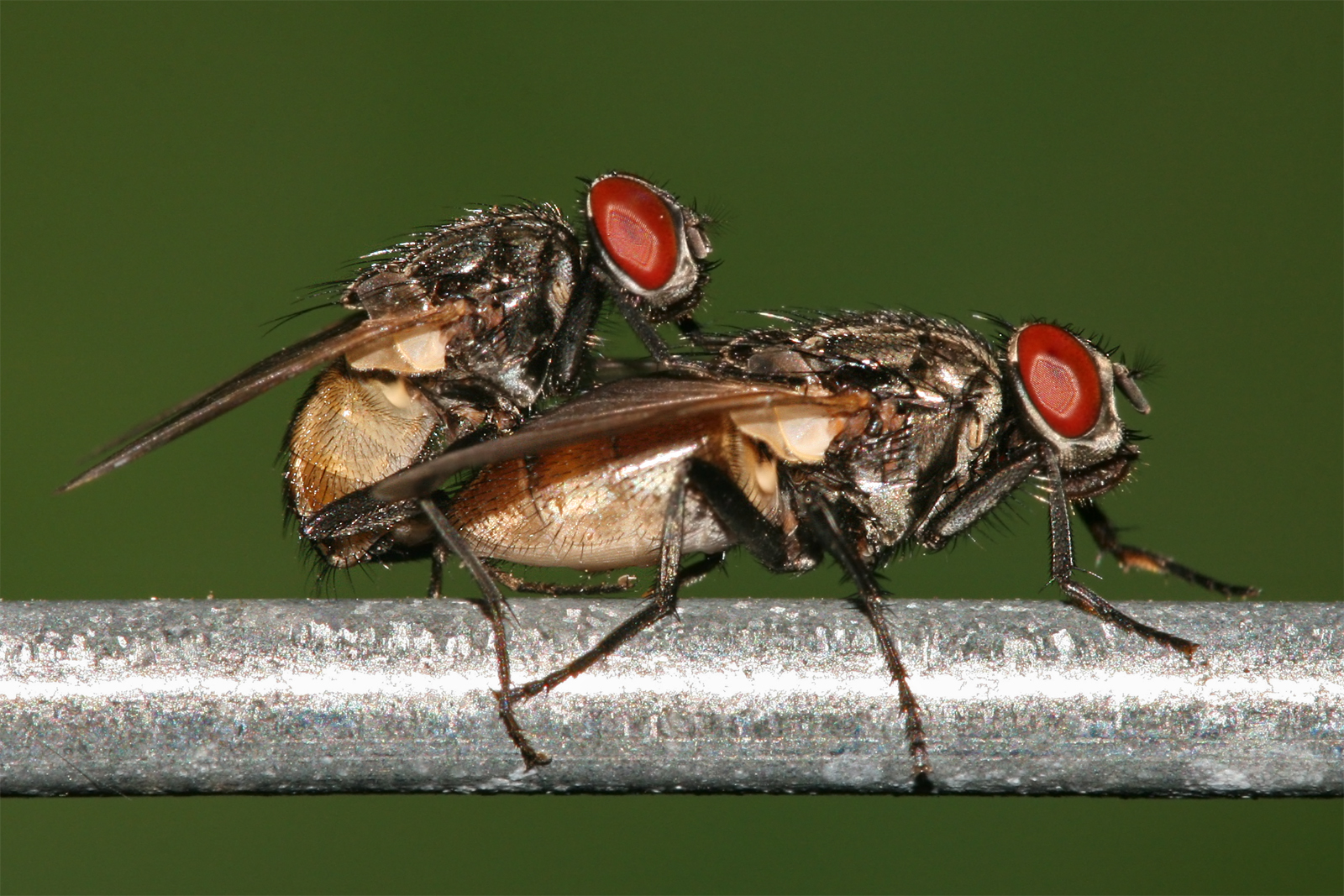
مگس‌های ماده سعی می‌کنند با مگس‌های مذکر دیگر جفت‌گیری کنند.
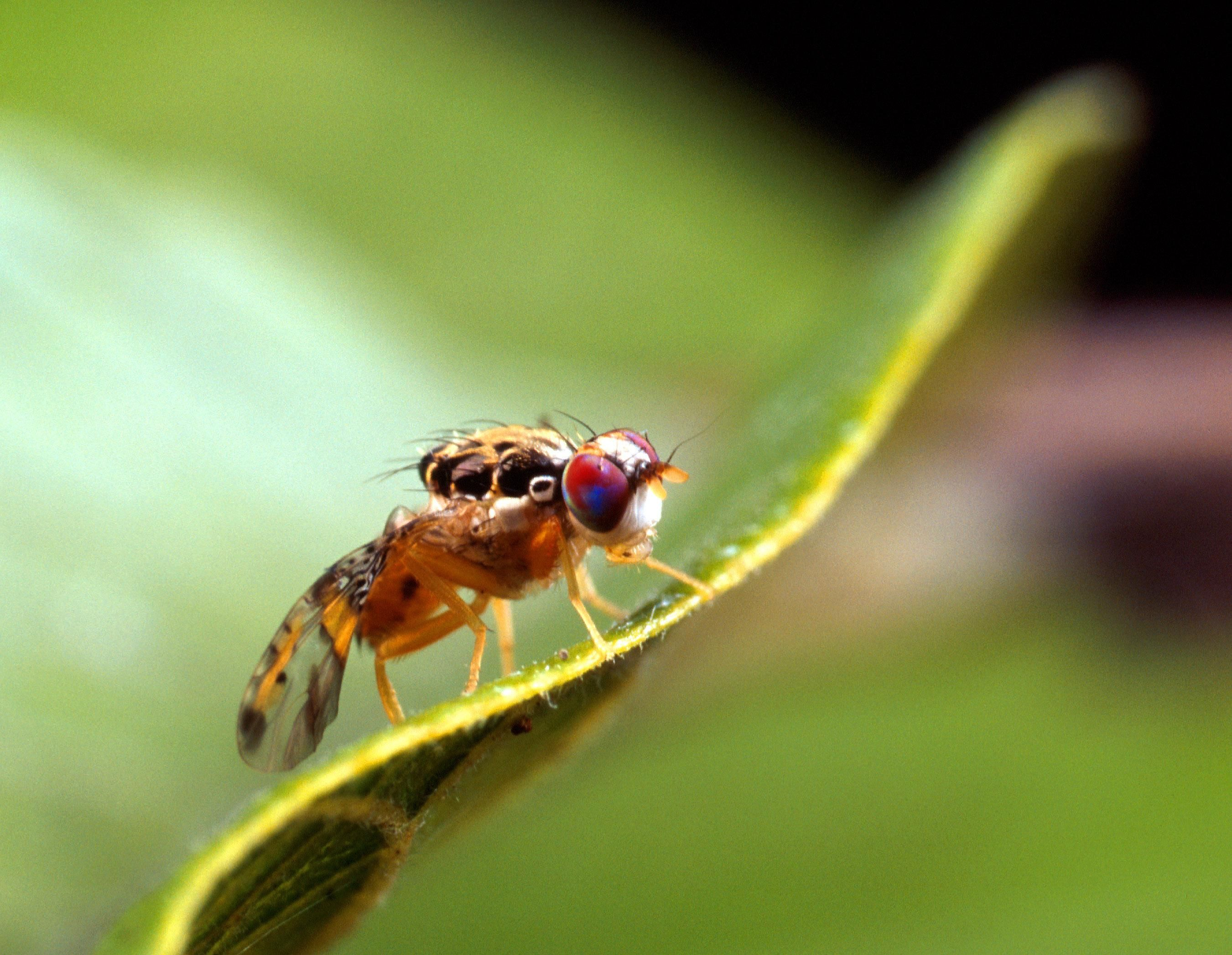
مگس مدیترانه‌ای میوه
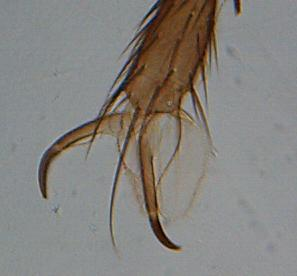
پای یک خرمگس
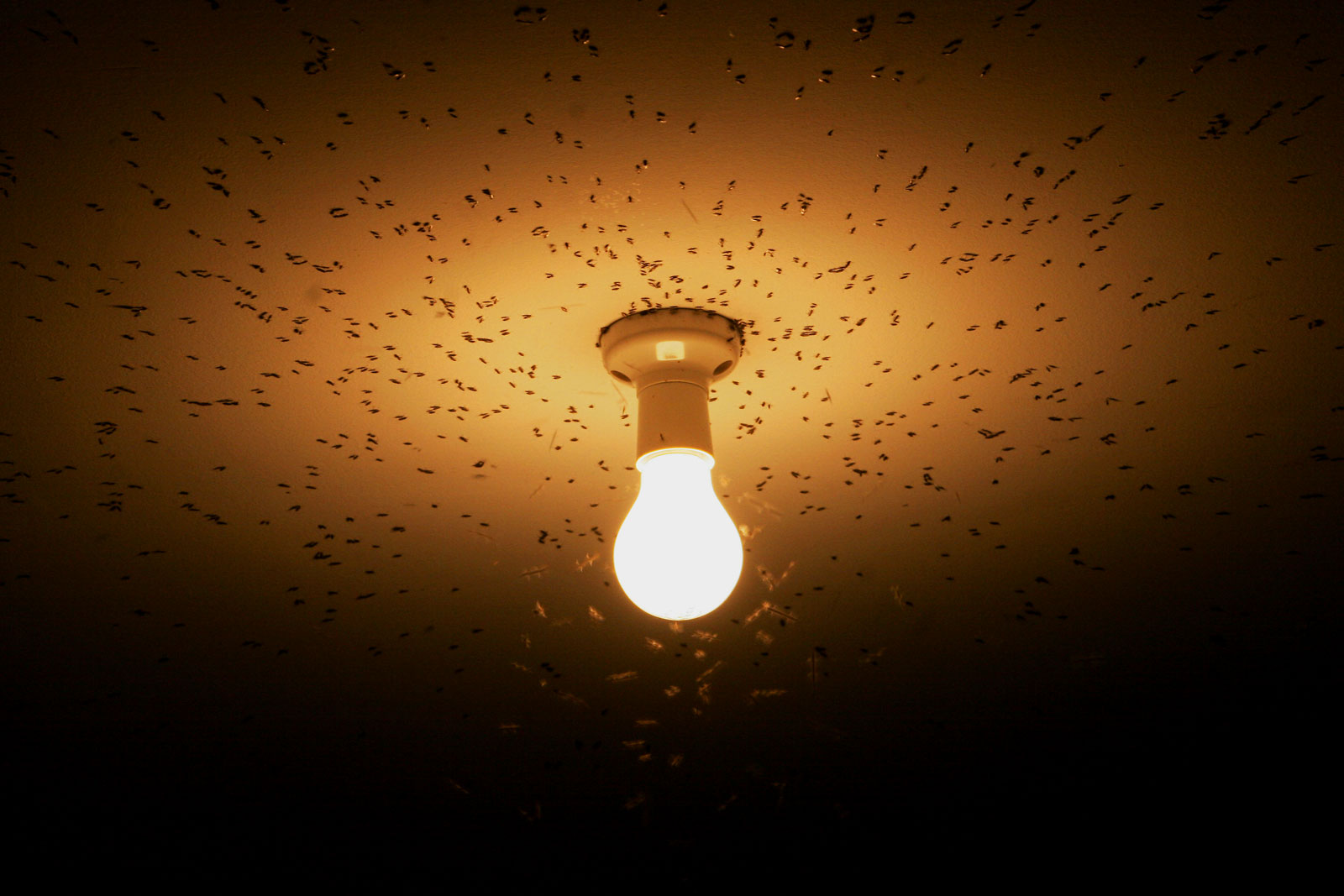
تمایل به نور
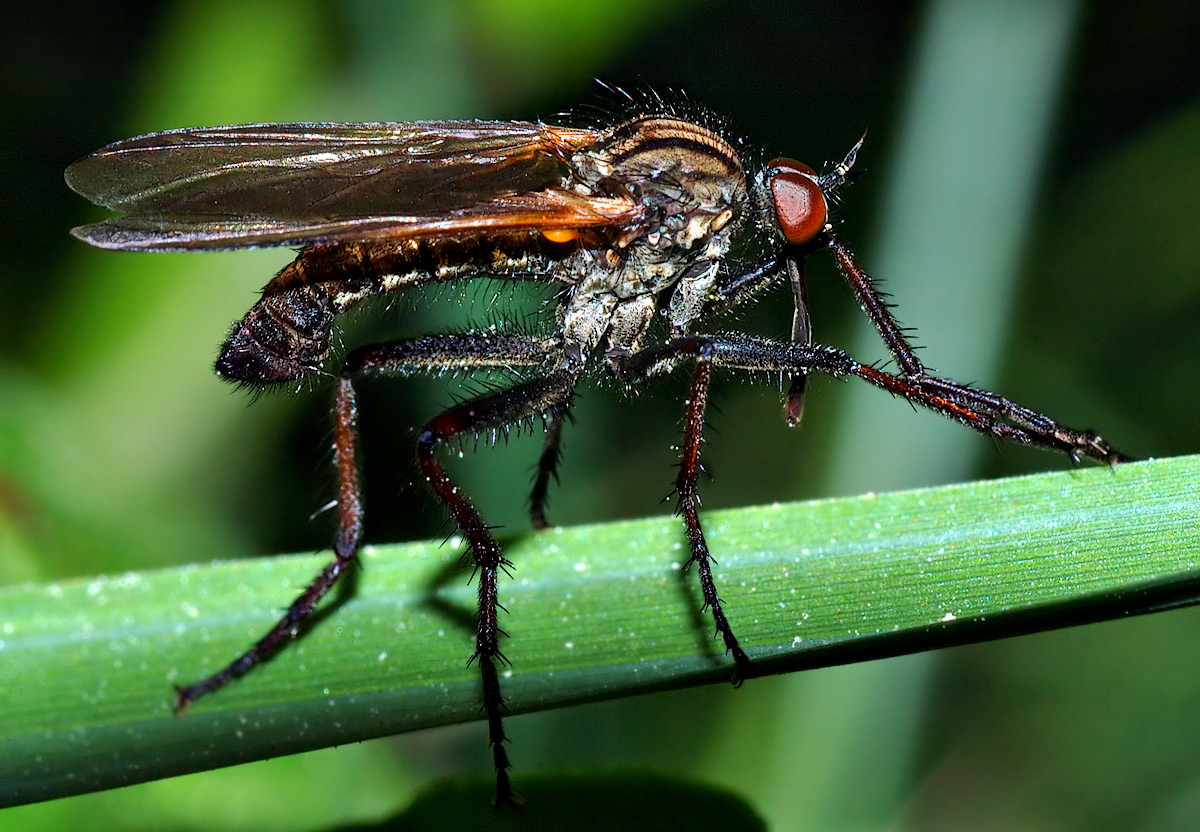
مگس رقاص نر
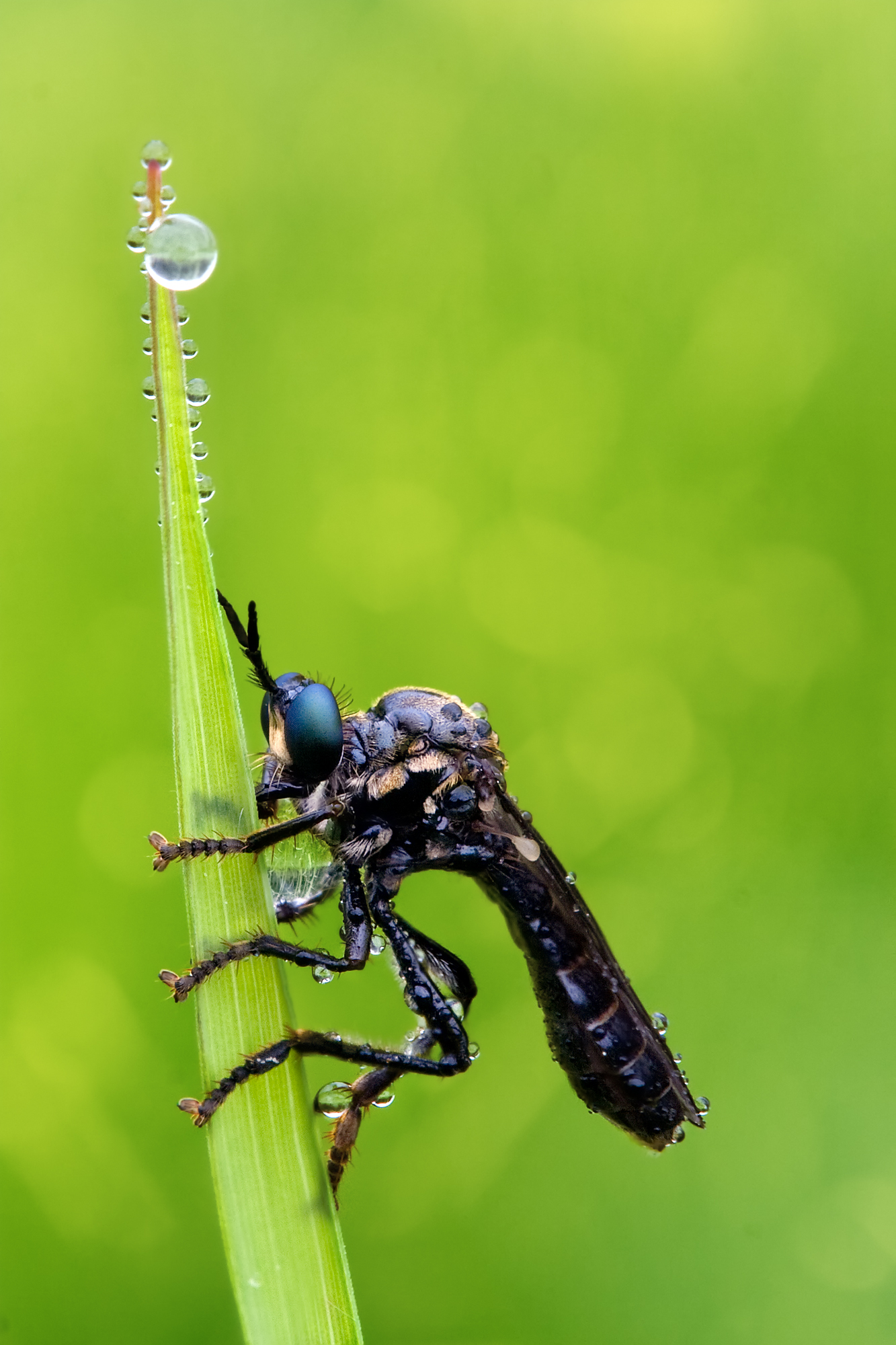
مگس راهزن پاسیاه بنفش
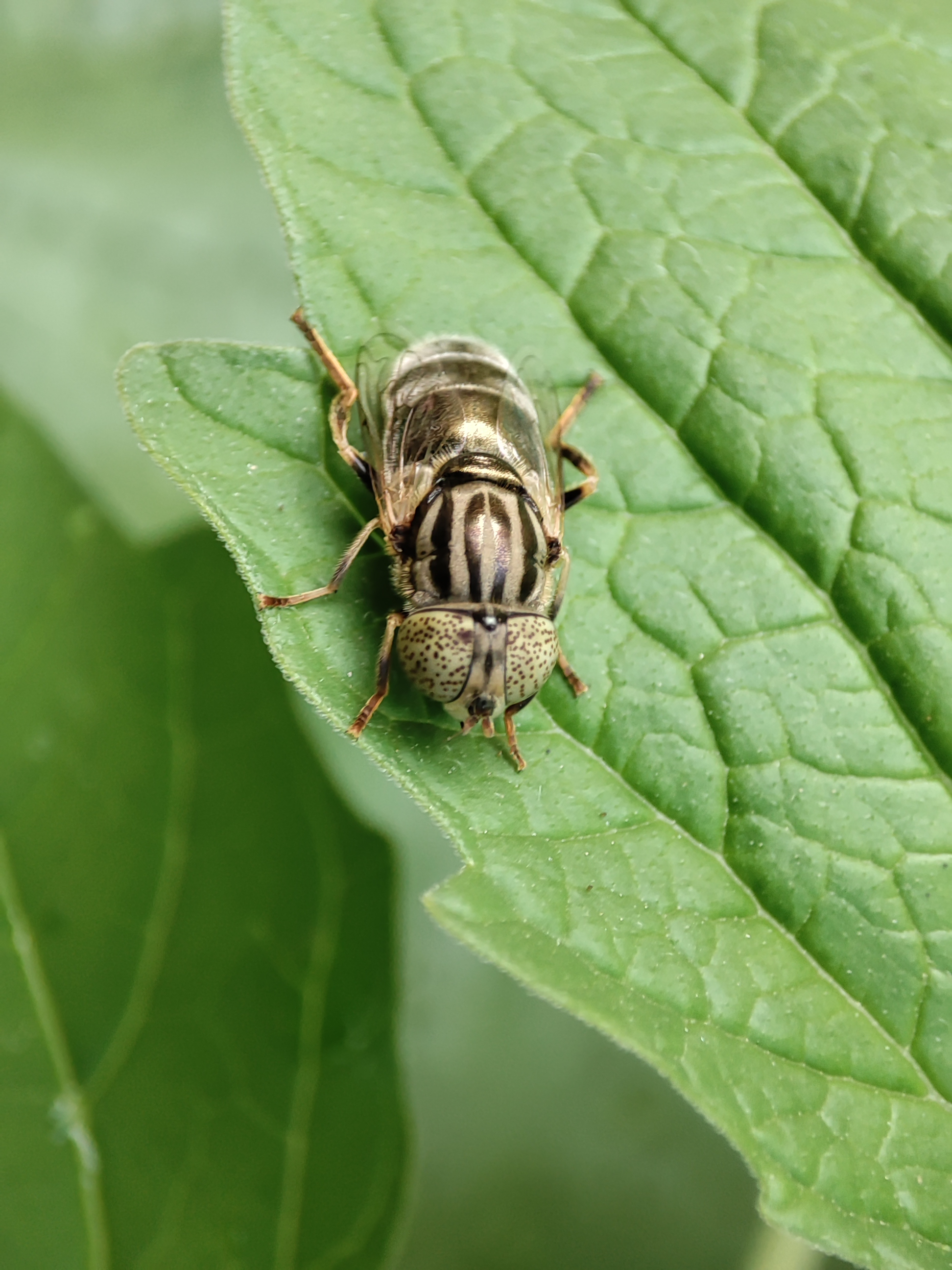
مگس تالاب در بهبهان

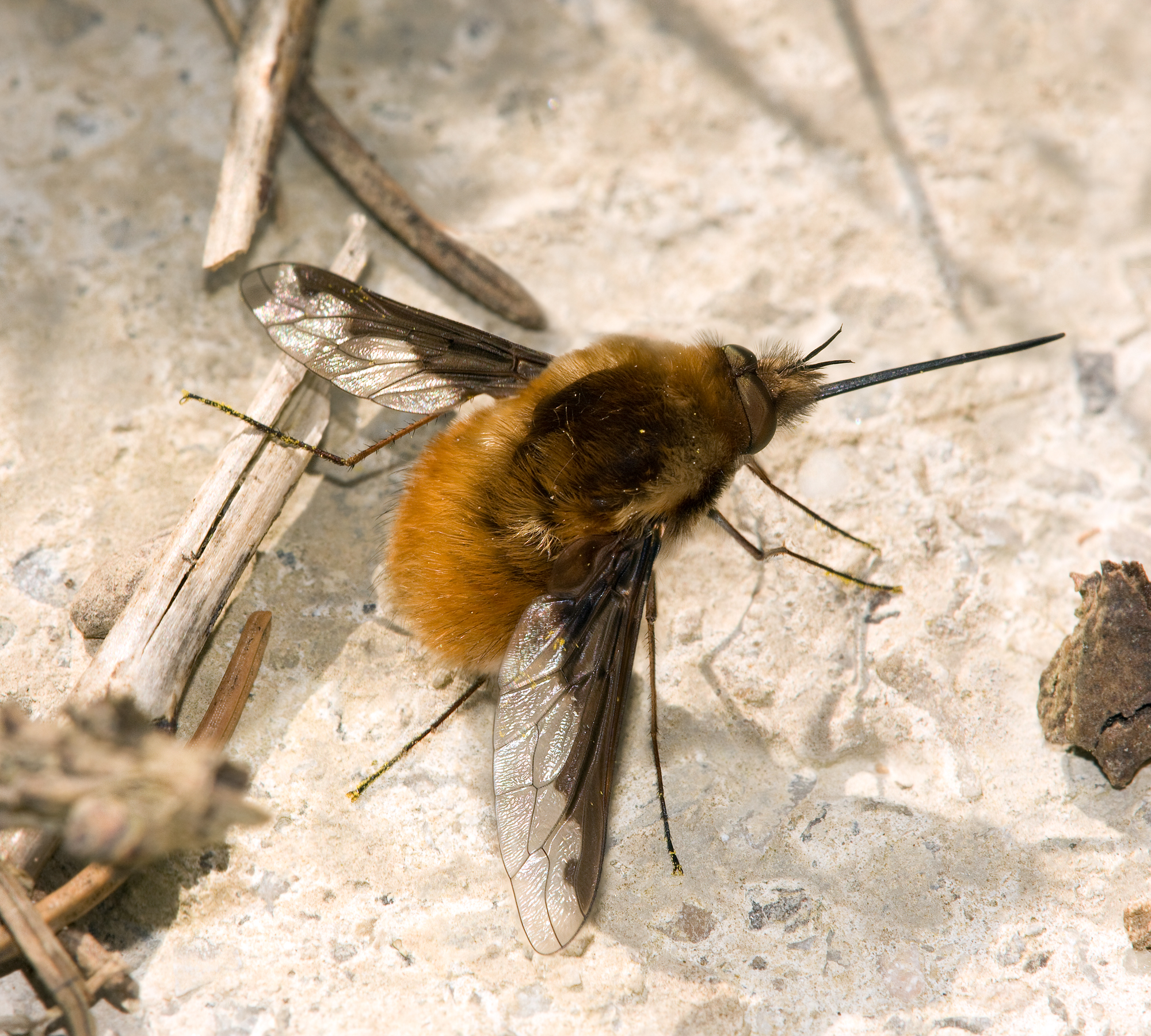
گاومگس درشت
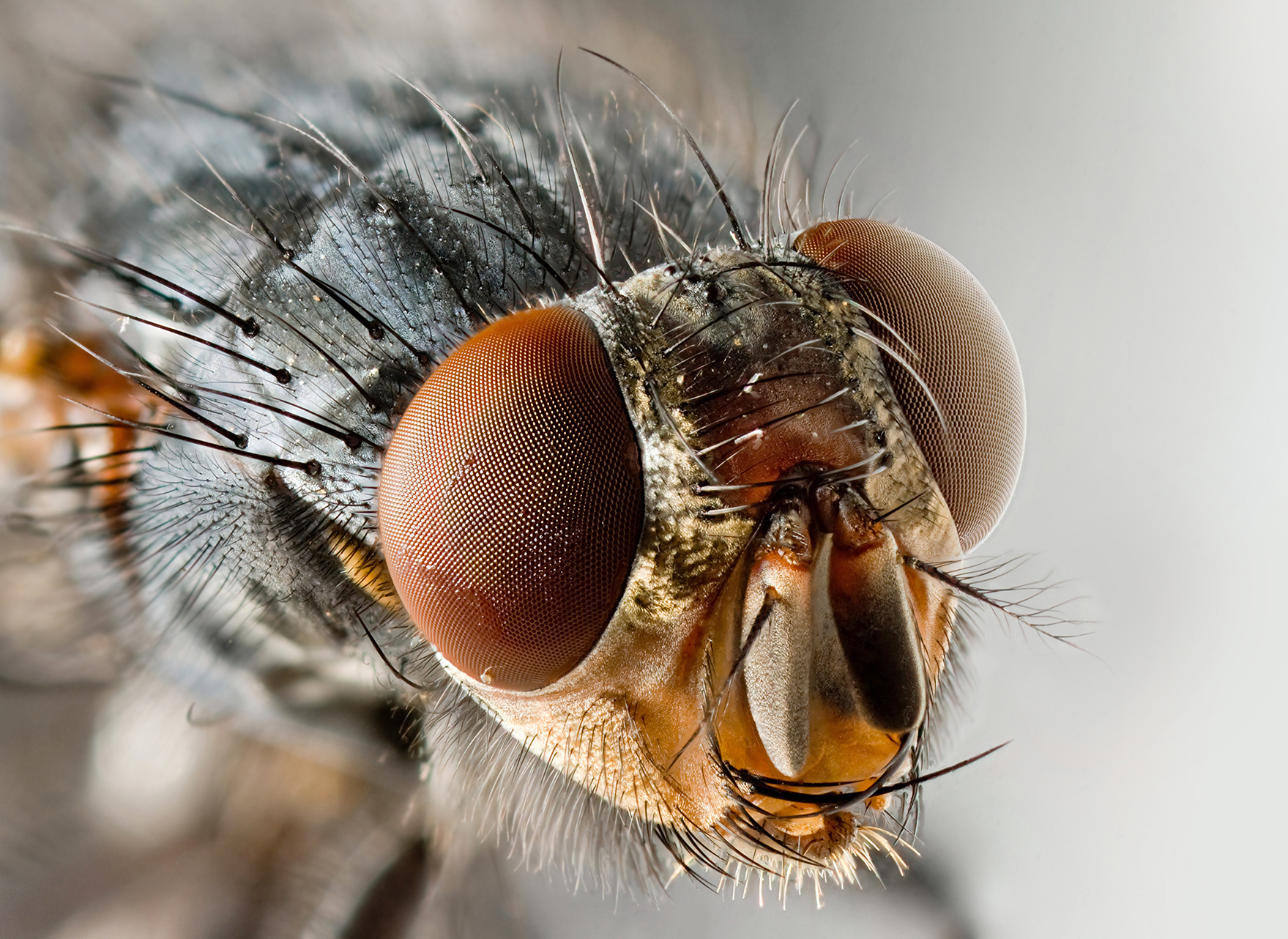
نمای نزدیک از سر مگس
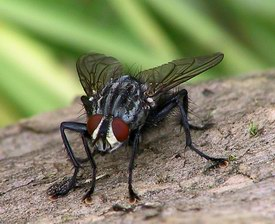
مگس گوشت
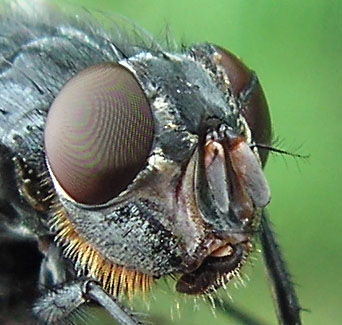
نمای نزدیک از سر یک سگ‌مگس
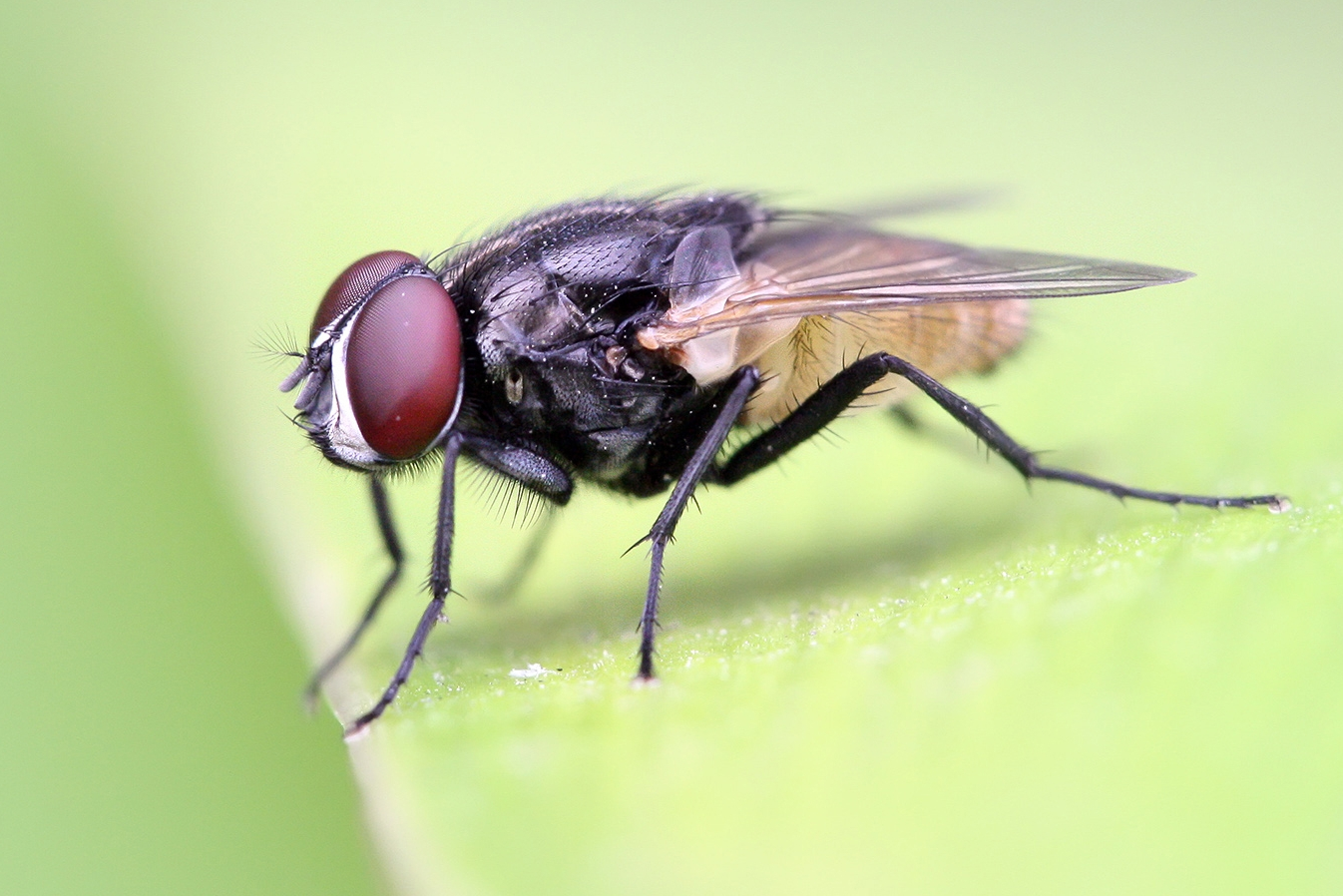
نمای نزدیک